# Eupithecia fuscata
Eupithecia fuscata är en fjärilsart som beskrevs av Fletcher 1951. Eupithecia fuscata ingår i släktet Eupithecia och familjen mätare. Inga underarter finns listade i Catalogue of Life.